# Gizaburuaga
Gizaburuaga è un comune spagnolo di 144 abitanti situato nella comunità autonoma dei Paesi Baschi.